# Pterotrachea
Genre
Synonymes
- Firola Bruguière, 1791
- Heterodens Bonnevie, 1920[1]

Pterotrachea est un genre de mollusques gastéropodes de la famille des Pterotracheidae. L'espèce-type est Pterotrachea coronata.

## Liste d'espèces
Selon World Register of Marine Species (29 octobre 2017) :
- Pterotrachea coronata Forsskål in Niebuhr, 1775
- Pterotrachea hippocampus Philippi, 1836
- Pterotrachea keraudrenii Gray, 1850
- Pterotrachea scutata Gegenbaur, 1855